# Brenda Siemer Scheider
Brenda Siemer Scheider (* 11. September 1948 als Brenda King) ist eine US-amerikanische ehemalige Schauspielerin und Model.

## Leben
Brenda Siemer Scheider wurde am 11. September 1948 als Brenda King geboren. Ihr Vater brachte ihr über Arbeiten an dessen Reißbrett die Kunst näher. Sie machte 1966 ihr High School Diploma und wurde zudem mit einem Kunstpreis der Schule ausgezeichnet. Sie studierte an der University at Buffalo. Sie war vom 11. Februar 1989 bis zu dessen Tod mit dem Schauspieler Roy Scheider verheiratet. Die beiden wurden Eltern eines Sohnes (* 1990) und einer Tochter (* 1995). Das Paar lebte im Örtchen Sagaponack auf Long Island. Zu dieser Zeit widmete sie sich hauptsächlich der Fotografie. 1996 waren beide Mitbegründer der Hayground School in Bridgehampton, einer multikulturellen Grundschule. Seit 2012 ist sie mit dem Architekten Samuel Neustadt verheiratet. Die beiden lebten ab 2016 in Venedig und ab 2019 in Florenz und lernten Italienisch. Seit 2021 leben beide in Paris.

## Karriere
In den 1970er Jahren zog Siemer Scheider nach New York City und arbeitete ein gutes Jahrzehnt als Model, unter anderen auch in Paris. Nach ihrer Rückkehr nach New York City begann sie eine Schauspielausbildung unter Lee Strasberg und Stella Adler. Erstmals wirkte sie 1979 in dem Kinofilm Rocky II in einer Nebenrolle mit. Zwei Jahre später folgte eine Besetzung in Ein Senkrechtstarter kratzt die Kurve. Im selben Jahr hatte sie eine der Hauptrollen in dem Spielfilm Die Mumie des Pharao. 1982 folgte eine Episodenrolle in Remington Steele. 1985 schrieb sie ihre Erfahrungen mit ihrer Mutter und deren Alzheimer-Erkrankung, die später unter dem Namen I Know a Song als Fernsehdokumentation erschien. 1986 folgte eine Nebenrolle in Osa – Terror beherrscht die Welt. Von 1993 bis 1994 wirkte sie in zwei Episoden der Fernsehserie seaQuest DSV mit. 2003 erschien die Dokumentation Is it really me? und 2009 In my hands-A story of Marfan syndrome.

## Filmografie

### Schauspiel
- 1979: Rocky II
- 1981: Ein Senkrechtstarter kratzt die Kurve (Take This Job and Shove It)
- 1981: Die Mumie des Pharao (Dawn of the Mummy)
- 1982: Remington Steele (Fernsehserie, Episode 1x02)
- 1986: Osa – Terror beherrscht die Welt (Osa)
- 1993–1994: seaQuest DSV (Fernsehserie, 2 Episoden)

### Dokumentationen
- 2003: Is it really me?
- 2009: In my hands-A story of Marfan syndrome